# Киевская стратегическая оборонительная операция
Киевская стратегическая оборонительная операция или Бои на киевском направлении — сражение во время Великой Отечественной войны, проходившее в июле — сентябре 1941 года между советскими войсками Юго-Западного фронта и немецкой группой армий «Юг», закончившееся окружением и разгромом войск фронта.
С немецкой стороны в сражении участвовала группа армий «Юг» под командованием фельдмаршала Рундштедта, а также 2-я танковая группа Гудериана из группы армий «Центр», с советской — войска Юго-Западного фронта под командованием генерала-полковника М. П. Кирпоноса в составе пяти общевойсковых армий и Пинской флотилии под командованием контр-адмирала Д. Д. Рогачёва, под общим руководством Маршала Советского Союза С. М. Будённого.
В конце августа 1941 года, после захвата Смоленска, Гитлер проигнорировал предложения своих генералов по продолжению наступления на Москву и перебросил 3-ю танковую группу с центрального направления на северное, а 2-ю танковую группу — на южное. 2-я танковая группа, двигаясь на юг восточным берегом Днепра, совершила глубокий охват советского Юго-Западного фронта, который отступил в район Киева после поражения в Львовско-Черновицкой стратегической оборонительной операции. Советские войска были окружены и разгромлены, общие потери составили около полумиллиона человек; остатки фронта отступили в район Воронежа.

## Планы германского командования в июле
К середине июля 1941 года немецкое командование (ОКВ) приняло стратегическое решение о дальнейшем развитии операции по захвату территории СССР. В директиве ОКВ № 33 от 19 июля Гитлер приказал изменить главные цели наступления таким образом, чтобы ещё до наступления зимы занять на юге Донбасс и Крым, а на севере — Ленинград, соединившись с финнами. Директива № 33 гласила:

1. …Активные действия и свобода манёвра северного фланга группы армий «Юг» скованы укреплениями Киева и действиями в нашем тылу войск 5-й советской армии.
2. Цель дальнейших операций должна заключаться в том, чтобы не допустить отхода крупных частей противника вглубь своей территории и уничтожить их. Для этого провести подготовку в следующих направлениях:
а) Юго-восточный участок Восточного фронта. Важнейшая задача — концентрическим наступлением западнее Днепра уничтожить 12-ю и 6-ю армии противника, не допуская их отхода за реку.
…

30 июля была выпущена директива ОКВ № 34, которая фактически отменила директиву № 33 и дополнение к ней. Директива № 34, в частности, предписывала группе армий «Центр» перейти к обороне, а группе армий «Юг» — продолжать операции с целью уничтожить крупные силы советских войск западнее Днепра и посредством захвата плацдармов на Днепре создать условия для последующей переправы 1-й танковой группы на восточный берег Днепра.

## Операции в составе стратегической оборонительной операции РККА
Операция проводилась войсками Юго-Западного фронта и частью сил Пинской военной флотилии. В ходе боевых действий дополнительно были введены 21-я армия Центрального фронта, 6-я и 12-я армии Южного фронта, 37-я, 38-я и 40-я армии, вновь созданные в составе Юго-Западного фронта. Всего 28 дивизий и 4 бригады. В рамках данной операции проведены: Коростеньская фронтовая оборонительная операция, оборонительная операция на подступах к Киеву, Уманская и Киевско-Прилукская фронтовые оборонительные операции.
Продолжительность — в течение 82 суток. Ширина фронта боевых действий — 300 км. Глубина отхода советских войск — 600 км.

## Ход боевых действий в июле
Учитывая сложность обстановки, Ставка Верховного Главнокомандования 30 июня приказала командующему Юго-Западным фронтом отвести войска на рубеж укреплённых районов по бывшей государственной границе 1939 года, и, опираясь на них, организовать прочную оборону. Выполняя приказ, 5-я армия отходила в Коростенский УР, а 6-я армия — в район Бердичева и южнее, имея задачу занять оборону в Новоград-Волынском укрепрайоне.
В это время частям 3-го моторизованного корпуса (Эбергард фон Маккензен) из 1-й танковой группы генерал-полковника фон Клейста удалось прорваться на 60-км разрыве между этими армиями.
9 июля враг занял город Житомир и стремительно развивал наступление вдоль Житомирского шоссе на Киев силами двух танковых дивизий. 11 июля танковая разведка 13-й танковой дивизии немцев вошла в боевое соприкосновение с Киевским укрепрайоном на реке Ирпень.
Находясь в опасной обстановке, 5-я армия генерала М. И. Потапова, силами ударной группировки (31 ск, 9, 19 и 22 мк), нанесла контрудар по соединениям 6-й армии и 1-й танковой группы немцев в районе города Новоград-Волынский. Это вынудило командование группы армий «Юг» повернуть на север девять дивизий. Таким образом, активные действия войск 8 и 15, 9 и 19 мехкорпусов, действовавших в районе Дубно-Луцк, и, в первую очередь, полевых частей 5-й и 6-й армий ЮЗФ в период 9—14 июля сковали главные силы группы армий «Юг», нацеленные на киевское направление. Они сыграли решающую роль в отражении первой попытки немцев овладеть столицей Украины.
После отражения советских атак 3-й моторизованный корпус был втянут в позиционные бои на две недели под Киевом, ожидая подхода отставшей пехоты 6-й армии. В то же время 48-й моторизованный корпус 1-й танковой группы продолжил наступать в юго-восточном направлении. 14-й моторизованный корпус выдвинулся в промежуток между 3-м и 48-м мотокорпусами. Фактически после прорыва «линии Сталина» подвижные соединения немцев разошлись веером, утратив в некоторой мере оперативную связь друг с другом.
В 20-х числах июля 5-я советская армия (М. И. Потапов) вела бои с пехотными дивизиями 6А под Коростенем и Малином. 26-я армия (Ф. Я. Костенко) в это время вела контрнаступление против 14-го моторизованного корпуса немцев, с задачей овладеть городом Фастов.
В середине июля немецкая 17А начала активное наступление в направлении Винницы. Советская 12-я армия под командованием П. Г. Понеделина вынуждена была оставить город. К тому же между 26-й и 6-й армиями образовался широкий разрыв фронта в районе города Белая Церковь. Эти факторы вынудили советское командование отводить 6-ю и 12-ю армии в район Умани. Но к концу месяца немецкие танковые части смогли нагнать отходящих и вместе с пехотой немецкой 17-й армии образовать уманский котёл.
30 июля противник нанёс сильный удар силами трёх пехотных дивизий по 64-му ск 26-й армии на стыке 165-й и 175-й сд на узком фронте Пинчуки — Винницкие Ставы. Именно здесь, вдоль шоссе Белая Церковь — Киев, противник стремился прорваться в город Киев с юга.
Разобщённые части 165-й сд к утру 31 июля были оттеснены на северо-восток. 175-я сд и сводный отряд генерал-майора Ф. Н. Матыкина (танковый, мотострелковый батальоны, артиллерийский полк) отошли в южный сектор КиУРа, а 165-я сд — за Днепр, заняв участок от села Бортничи до Воронков.

## Ход боевых действий в начале августа
Сражение за Киев приняло ещё более ожесточённый характер — немцы не могли развить наступление, пока рубеж Днепра прикрывала достаточно мощная группировка советских войск. В районе Киева немцев сдерживало организованное сопротивление нескольких советских армий.
Активное участие в обороне Киева приняли горожане. С начала войны более 200 тысяч киевлян (включая 16 тысяч коммунистов и 40 тысяч комсомольцев) добровольно вступили в ряды Красной армии, было сформировано народное ополчение. Ежедневно более 160 тысяч горожан строили оборонительные линии — возвели 3 линии обороны, отрыли 25-км противотанковый ров, построили около 700 дзотов.
До 11 августа Вермахт при поддержке крупных сил артиллерии и авиации непрерывно атаковал оборонительные порядки Киевского укрепрайона и 27-го стрелкового корпуса. Катастрофического развития ситуации под Киевом советскому командованию удалось избежать только вводом в бой свежесформированных дивизий. 7—8 августа в район КиУРа были переброшены 5-я воздушно-десантная бригада полковника А. И. Родимцева, 284-я стрелковая дивизия полковника Г. П. Панкова и 295-я стрелковая дивизия полковника И. Д. Андрюкова, которые провели контратаки. 12—14 августа от немцев были освобождены Тарасовка, Новосёлки, Чабаны и Пирогово. При этом были деблокированы ДОТы КиУРа, которые в течение почти недели вели бои в окружении. К 16 августа положение было практически восстановлено, и обстановка под Киевом временно стабилизировалась.

## Положение на середину августа
К середине августа 1941 силы немецкой группы армий «Юг» вышли к Днепру на всём течении от Херсона до Киева. Группа армий «Центр», наступая севернее припятских болот, продвинулась до Смоленска. Передовые части 1-й танковой армии перешли Днепр у Запорожья. После упорных боёв была также захвачена понтонная переправа в Днепропетровске. Одновременно 17-й армии вермахта удалось форсировать Днепр у Кременчуга и создать плацдарм на левом берегу реки до Черкасс. 6-я армия вплотную подошла к Киеву.
Таким образом, оказались под угрозой окружения силы советского Юго-Западного фронта, расположенные в излучине Днепра. Здесь были сосредоточены пять советских армий (с севера на юг): 21-я (командующий — генерал-лейтенант В. И. Кузнецов), 5-я (командующий — генерал-майор М. И. Потапов), 37-я (командующий — генерал-майор А. А. Власов), 26-я (командующий — генерал-лейтенант Ф. Я. Костенко), 38-я (командующий — генерал-лейтенант Д. И. Рябышев). 5-я армия генерал-майора танковых войск М. И. Потапова, прикрывавшая Киев с севера в районе Чернобыль — Иванков, получила приказ на отход за Днепр.

## Планы сторон в августе

### Германия
18 августа начальник Генштаба сухопутных войск Германии Франц Гальдер представил Адольфу Гитлеру план нанесения удара на Москву силами группы армий «Центр». Однако 20 августа Гитлер в резкой форме отклонил это предложение и 21 августа подписал директиву, согласно которой часть сил группы армий «Центр» должна повернуть на юг с целью совместного с группой армий «Юг» окружения и разгрома Юго-Западного фронта советских войск. Директива определяла, что «важнейшей задачей до наступления зимы является не захват Москвы, а захват Крыма, промышленных и угольных районов на реке Донец и блокирование путей подвоза русскими нефти с Кавказа».
23 августа Гальдер лично доставил эту директиву в штаб группы армий «Центр», где она была встречена неодобрительно, особенно командующим 2-й танковой группы Хайнцем Гудерианом. В тот же день Гудериан вылетел в ставку Гитлера, где безуспешно пытался убедить фюрера в необходимости наступления на Москву, чтобы не упустить время до наступления осенней распутицы и холодов.

### СССР
Сталина в большей степени беспокоило укрепление западного направления, поскольку он был уверен в скором возобновлении германскими войсками наступления на Москву. Его уверенность в этом подкреплялась данными советской разведки: так, в первой половине августа 1941 года, в Москву поступило сообщение от резидента советской разведки в Швейцарии Шандора Радо о том, что германское командование собирается нанести удар на Москву через Брянск. Это сообщение действительно соответствовало намерениям германского командования сухопутных войск на тот момент, однако Сталину не было известно, что в 20-х числах августа Гитлер принял другое решение: повернуть часть сил группы армий «Центр» на юг.

## Ход боевых действий с конца августа
В конце августа немецкие 2-я армия и 2-я танковая группа со смоленского направления повернули на юг — для окружения и разгрома войск правого крыла ЮЗФ, резко осложнив обстановку в полосе Центрального фронта.
Начальник Генштаба Жуков писал в мемуарах, что до начала сражения он докладывал Сталину о реальности киевского котла и предлагал отвести войска из излучины Днепра. Однако в тот момент Жуков был смещён Сталиным с должности начальника Генштаба и заменён Борисом Шапошниковым.
Ставка ВГК обнаружила поворот 2 тг Гудериана на юг. 21-я армия отступала к Чернигову, куда рвались немцы. Ставка 19 августа разрешила отвести часть войск (5-ю армию и 27-й корпус) с правого крыла ЮЗФ на восточный берег Днепра. Киевская группировка оставалась на месте с приказом защищать Киев до последнего. Для противодействия прорыву противника в тыл с севера по Десне развертывались три дивизии новой 40 А под руководством Подласа К. М..
Немцы начали захват мостов через Днепр. 23 августа части 11 тд захватили мост возле села Окуниново, в нескольких десятках км севернее Киева. Это создало дополнительную угрозу городу и оттянуло часть резервов ЮЗФ. Сбросить немцев в Днепр до середины сентября пытались до десятка советских дивизий и Днепровская военная флотилия. Однако противник удержал мост через Днепр и захватил мост через Десну в районе Остра. Немецкие «клещи» начали движение. 24 августа 2 тг Гудериана начала наступать на Конотоп. Позже из р-на Кременчуга ей навстречу начала двигаться 1 тг Клейста, одновременно нанося удар на Полтаву, но вскоре всеми силами развернувшись на северо-восток.
К концу августа Гудериан захватил два плацдарма на р. Десна — у Коропа и Новгорода-Северского. А южная группировка (1-я танковая группа и 17-я армия) захватила и расширила плацдарм в районе Кременчуга на левом берегу Днепра. Было понятно — две немецкие группировки пытаются окружить главные силы ЮЗФ.
Брянский фронт попытался сдержать танки Гудериана, нанеся контрудар, названный Рославльско-Новозыбковской операцией. В р-н Путивля собирались выдвинуть 2-й кавалерийский корпус, направляемый ЮФ на Ромны. Однако войска Брянского фронта из-за нехватки времени для контрудара и ошибок командования не смогли остановить прорыв противника.
Наступали не только танки, но и пехота. 28 августа 2 А фон Вейхса начала наступать из р-на Гомеля на Чернигов, тесня 5 А Потапова на юг.
Под угрозой окружения 21-я армия Кузнецова, входящая в Брянский фронт, спешно отступает на юг к Десне: с востока её обошла 2-я танковая группа Гудериана, а с запада — 2-я армия, вышедшая 9 сентября к Чернигову.
7 сентября армия Гудериана вышла к Конотопу — реальность окружения невозможно стало отрицать, и Будённый обратился в Ставку с просьбой об отводе 5 А. Ему снова отказали. Начальник Генштаба Шапошников выступал против — сначала предлагалось остановить северную группу противника и создать рубеж обороны на р. Псел. И только затем оставить Киев. Предполагалось, что у ЮЗФ хватит сил устоять. А в это время армии Западного, Резервного и Брянского фронтов нанесут удары во фланг и тыл немецкой северной группировке, остановят её. Только так, по мнению Сталина, было возможно отвести войска без риска окружения и уничтожения.
К 10 сентября, продолжая охватывать ЮЗФ, Гудериан разгромил 40 А Подласа и вышел в р-н Ромен. Противник форсировал Десну на участках восточнее Чернигова, а Днепр — у Кременчуга и юго-восточнее.
Кирпонос заверил Сталина: фронт и не думал отводить войска, войска фронта в состоянии сопротивляться. Он попросил усилить фронт резервами. Ставка была поставлена в трудное положение. Предложение отводить войска исходило от Будённого, который ссылался на просьбу Военного совета фронта. Было приказано Киев не оставлять, мостов не взрывать до особого распоряжения Ставки. Измотанные резервы ЮЗФ попытались поддержать: из Киевского укрепрайона на Чернигов перебросили 2,5 стрелковые дивизии. 11 сентября две дивизии 26 А переброшены на Конотоп.
Положение Ставка пыталась спасти сменой командующего. 12 сентября «паникёра» Будённого отстранили от должности главнокомандующего Юго-Западным направлением и заменили на Тимошенко. Но кадровые перестановки не помогли — в эти дни немцы замкнули клещи. 13 сентября части Гудериана вышли к Лохвице — так между двумя немецкими клиньями осталось около 60 км, вывести войска ЮЗФ было уже нельзя. Они оказались в глубоком мешке. Нужно было организовывать прорыв киевской группировки и сильный встречный удар. Несмотря на это, 13 сентября Тимошенко, прибыв в штаб ЮЗФ, заверил Сталина — Киев будет удержан.
14 сентября части Моделя и Хубе овладели Лохвицей и Лубнами. Но из-за сильного сопротивления советских войск двигаться навстречу друг другу не смогли. Бои продолжились на следующий день. К Лохвице с юго-востока подошло подкрепление: 9 тд из 1-й танковой группы. 15 сентября кольцо вокруг 5-й, 21-й, 26-й и 37-й советских армий замкнулось. В окружении оказалось и управление ЮЗФ.
16 сентября Тимошенко отправил к Михаилу Кирпоносу Ивана Баграмяна, начальника оперативного управления штаба фронта. Он устно передал Кирпоносу распоряжение — отвести войска фронта на рубеж реки Псёл. Кирпонос, помня указания Сталина не оставлять Киев, отказался оставлять город без письменной директивы. Связи со штабом Тимошенко он не имел. Поэтому в 5 утра 17 сентября он обратился в Москву за подтверждением решения. Время было упущено.
Ночью на 18 сентября Шапошников, наконец, сообщил: Ставка разрешает войскам 37 А оставить Киев. Однако Кирпонос сам отдал армиям приказ — прорываться на восток — ещё вечером 17 сентября, за несколько минут до потери связи со штабами армий. 38-й и 40-й армиям, находившимся вне котла, надлежало поддержать выход войск из окружения ударом на Ромны и Лубны.
Планомерный вывод войск не состоялся. Теснимые со всех сторон противником, расчленённые и оставшиеся без управления части, понёсшие большие потери, они действовали разрозненно и беспорядочно, чаще небольшими группами.
Часть сил и управление 5 А присоединились к колонне штаба фронта и двигались на Пирятин. 20 сентября колонна офицеров штабов Ю-З фронта и 5-й армии подошла к хутору Дрюковщина, в 15 км юго-западнее Лохвицы. Там их атаковали главные силы 3 тд вермахта. Потеряв несколько орудий и бронемашин, остатки колонны отошли в рощу Шумейково. В группе оставалось не более тысячи человек, из них около 800 командиров. Прорваться из окружения группе не удалось. Погибли командующий фронтом Михаил Кирпонос, члены ВС фронта Михаил Бурмистенко, Евгений Рыков, начштаба Василий Тупиков, члены ВС 5-й армии Никишев и Кальченко, начштаба 5-й армии Писаревский. Командующий 5-й армией Михаил Потапов был тяжело ранен и попал в плен.
37-я армия оказалась в двух районах: один в 40-50 км юго-восточнее, другой в 10-15 км северо-восточнее Киева. Она продержалась до 21—23 сентября. Пирятинская группа из войск 5-й и 21-й армий держалась до 25 сентября. В районе Оржицы дольше всех (до 26 сентября) сражались остатки 26-й армии.
Киев советские войска оставили в ночь с 18 на 19 сентября.
24 сентября 5-я кд 2-го кавалерийского корпуса РККА перешла в наступление на юг в направлении Лохвицы, но там она встретилась с авангардом 9 тд вермахта и остановилась. 26 сентября все дальнейшие мероприятия РККА в Киевской оборонительной операции были свёрнуты и завершены.

## Результат сражения
Поражение под Киевом стало тяжёлым ударом для Красной армии. На 1 сентября в Юго-Западный фронт без фронтовых резервов, запасных частей и тылов входили 752—760 тысяч человек, 3923 орудия и миномёта, 114 танков и 167 боевых самолётов.
К моменту окружения в котле оказались 452 700 человек, 2642 орудия, 1225 миномётов, 64 танка.
По немецким данным, под Киевом к 24 сентября было взято в плен 665 тысяч человек.
По данным, опубликованным в 1993 году Генштабом Вооружённых Сил РФ, советские потери составили свыше 700 тысяч человек, из них 627 800 безвозвратно. В эти цифры входят людские потери при обороне самого Киева по рубежу Киевского укрепрайона. Они составили около 48 000 человек общих потерь для РККА и около 14 000 человек общих потерь для Вермахта.
Из окружения удалось вырваться подразделению начальника оперативного управления фронта генерал-майора Баграмяна, части 5-й воздушно-десантной бригады полковника А. И. Родимцева, некоторым частям 26-й армии во главе с генерал-лейтенантом Ф. Я. Костенко.

## Последствия
Поражение Юго-Западного фронта открыло противнику дорогу на Восточную Украину, на Донбасс. В тяжёлое положение попали силы Южного Фронта РККА:
- 8 октября в Приазовье была окружена и погибла 18-я армия Южного фронта;
- 16 октября был оставлен врагу Одесский оборонительный район;
- 17 октября занят Донбасс (пал Таганрог);
- 25 октября захвачен Харьков;
- 2 ноября — занят Крым и блокирован Севастополь;
- 30 ноября — силы группы армий «Юг» закрепились на рубеже Миус-фронта.

С другой стороны, отвлечение 2-й танковой группы Вермахта с центрального направления на юг замедлило продвижение группы армий «Центр» и позволило советскому командованию подготовиться к обороне Москвы.

Как писал Хайнц Гудериан в своих мемуарах «Воспоминания солдата»: 
Бои за Киев, несомненно, означали собой крупный тактический успех. Однако вопрос о том, имел ли этот тактический успех также и крупное стратегическое значение, остаётся под сомнением.
Теперь всё зависело от того, удастся ли нам добиться решающих результатов до наступления зимы, пожалуй, даже до наступления периода осенней распутицы. Правда, планируемое наступление с целью зажать Ленинград в более тесное кольцо было уже приостановлено… Однако главный удар должна была нанести усиленная группа армий «Центр» в направлении на Москву.

Осталось ли для этого необходимое время?

## В произведениях искусства
- На киевском направлении (фильм, реж. В. Т. Денисенко, 1968)
- Крепость на колёсах (фильм, реж. Олег Ленциус, 1960)
- Битва за Москву (киноэпопея)
- «Великая война». — Серия 2: Киев. 1941
- Война на западном направлении (телесериал)
- По законам военного времени (телесериал)